# Гаспар из Тьмы
«Гаспар из Тьмы: Фантазии в манере Рембрандта и Калло» (фр. Gaspard de la nuit. Fantaisies à la manière de Rembrandt et de Callot) — сборник миниатюр французского писателя Алоизиюса Бертрана, опубликованный в 1842 году (после смерти автора). С этой книги начинается история жанра «стихотворения в прозе».

## Содержание
«Гаспар из Тьмы» включает 65 миниатюр, разделённых на семь книг. В предисловии к сборнику поэт рассказывает, как однажды в Дижоне столкнулся со странным взъерошенным стариком по имени Гаспар де ла Нюи, который поведал ему, что всю жизнь искал смысла в искусстве, терзаясь вопросом, кто стоит за творческим дарованием, Бог или дьявол. Неожиданно старик сунул Бертрану свою рукопись «Фантазии в манере Рембрандта и Калло» (фр. Fantaisies à la manière de Rembrandt et de Callot) и поспешно удалился «писать завещание». Больше его не видели. В современной науке имя старика Gaspard de la Nuit символически интерпретируется как «хранитель сокровищ царства тьмы», а название сборника Бертрана в русском переводе передаётся как «Гаспар из Тьмы».

## Значение
Миниатюры, вошедшие в состав «Гаспара из Тьмы», считаются первыми стихотворениями в прозе. Высокую оценку этой книге дал Шарль Бодлер, который обратился к открытому Бертраном жанру в своём сборнике «Парижский сплин» (1869), способствовал переизданию «Гаспара из Тьмы» в 1868 году. Бертран повлиял на Лотреамона, Артюра Рембо, Малларме, Вилье де Лиль-Адана, Мореаса, Теодора де Банвиля, а впоследствии — на Пьера Реверди, Макса Жакоба, Андре Бретона. Три новеллы из «Гаспара» стали основой фортепианной сюиты Равеля «Ночной Гаспар» (1908).